# 徐景軾
徐景軾（？年—？年），字抑齋，安徽省歙縣人，清朝官员。

## 生平
行二。咸豐六年（1856年）丙辰科進士，歷官禮部郎中、軍機處行走、方略館協修，記名御史。出官雅州府、成都府知府，所至有政绩。
有《草心阁诗存》，俞樾为作序。